# Sebastian Knözinger
Sebastian Knözinger (* 24. Januar 1972 in München) ist ein deutscher Schauspieler.
Von 1993 bis 1997 absolvierte er seine Schauspielausbildung am Max-Reinhardt-Seminar in Wien, die er im Juni 1997 mit einem Diplom abschloss. Anschließend wirkte er an diversen Bühnen in Salzburg, kehrte im Jahr 2001 in seine Heimatstadt München zurück und spielte hier an verschiedenen Bühnen, u. a. Theater44 und Theater am Sozialamt. Des Weiteren hatte er Auftritte an Theatern in Siegen (als Zahnarzt Orin in Der kleine Horrorladen), bei den Bregenzer Festspielen, am Theater Freiburg und an den Städtischen Bühnen Münster.
Knözinger hatte auch Gastrollen in einigen Fernsehserien (Forsthaus Falkenau, Verbotene Liebe, Dr. Stefan Frank sowie 2006/2007 als Carsten Flöters One-Night-Stand Georg in den Lindenstraße-Folgen Das Kopftuch und Lebkuchen) sowie eine Hauptrolle in Barbara Graschers Hochschul-Kurzfilm Nichts über Tim und Pola (2004).